# Promenade de la Croisette
La Promenade de la Croisette è il viale che costeggia il litorale della città francese di Cannes. Era l'antica strada principale che costeggiava il mare, chiamata, all'epoca, Chemin de la petite croix ("Cammino della Crocetta").
Si tratta di un tratto di passeggiata marittima (2 km), costeggiata da una spiaggia sabbiosa da un lato e hotel di lusso e negozi dall'altro.
A maggio di ogni anno, al Palais des Festivals et des Congrès, ubicato sulla Croisette, si svolge il Festival cinematografico di Cannes.

## Galleria d'immagini

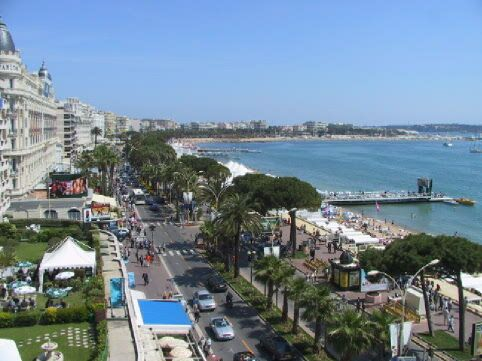
Vista dall'alto della Croisette
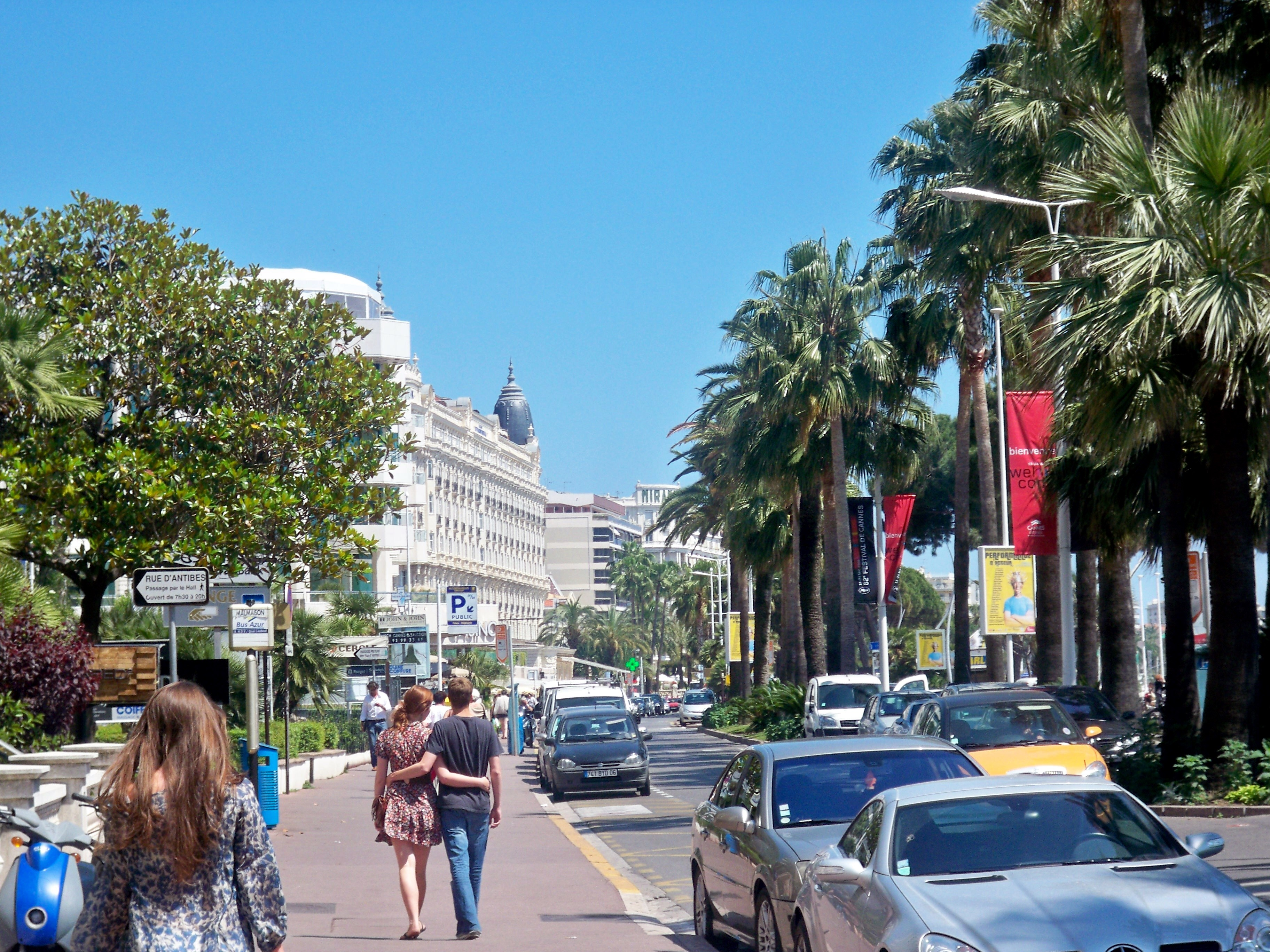
Boulevard de la Croisette nel 2009
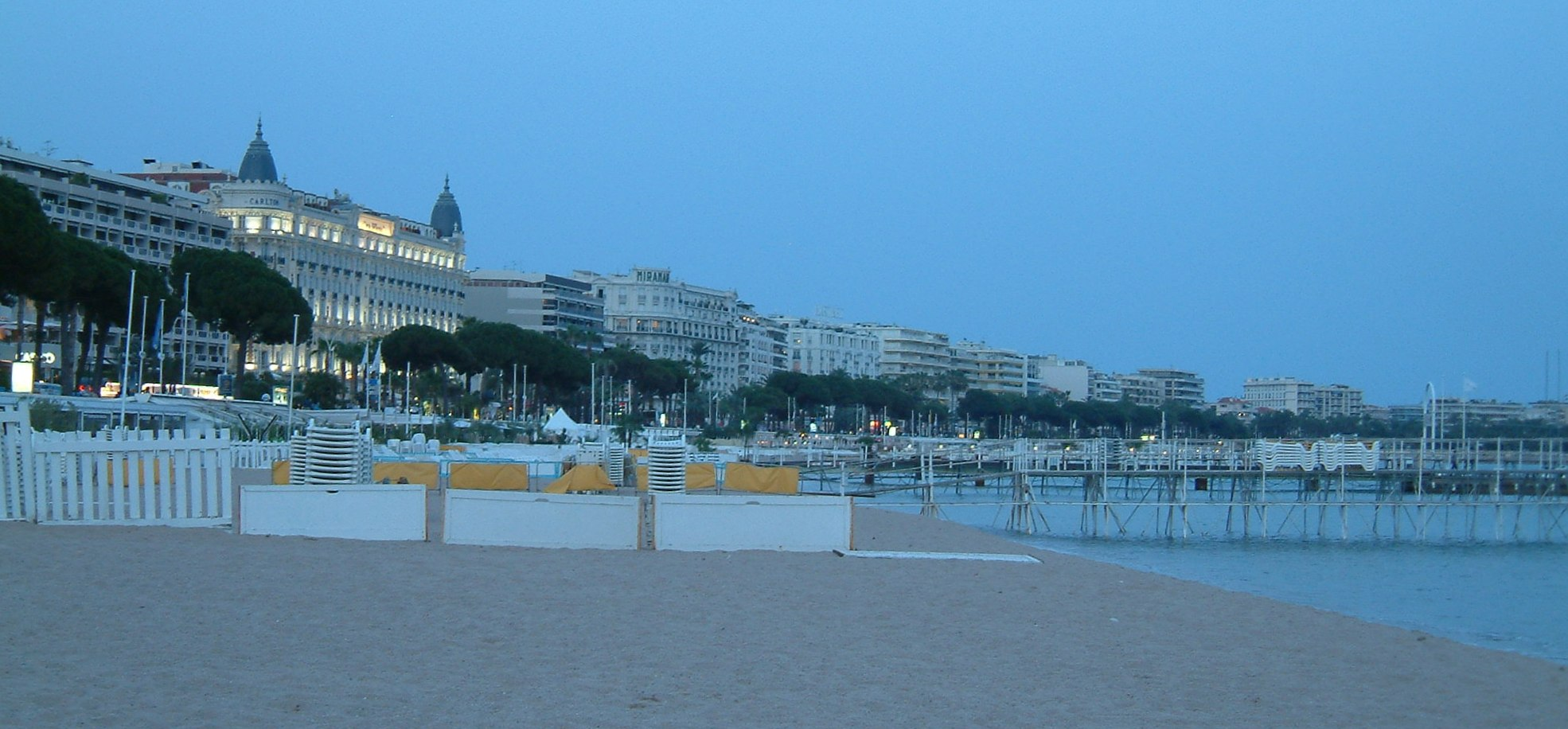
La Croisette vista dalla spiaggia
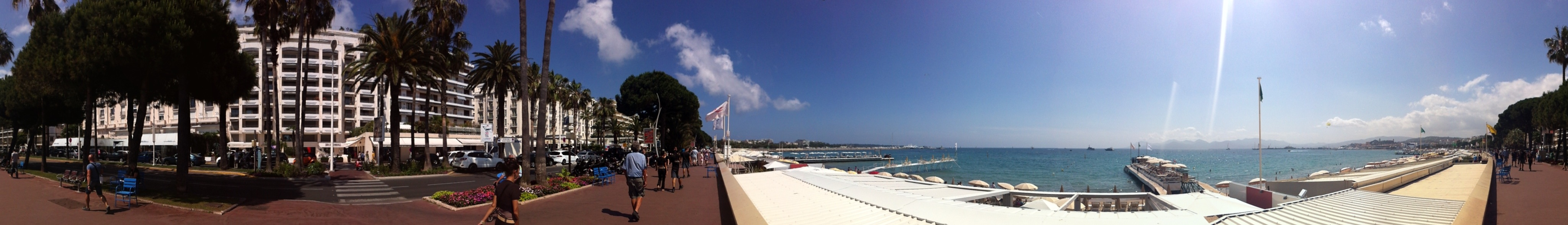
Panorama della Croisette nell'estate 2012